# 百丈漈

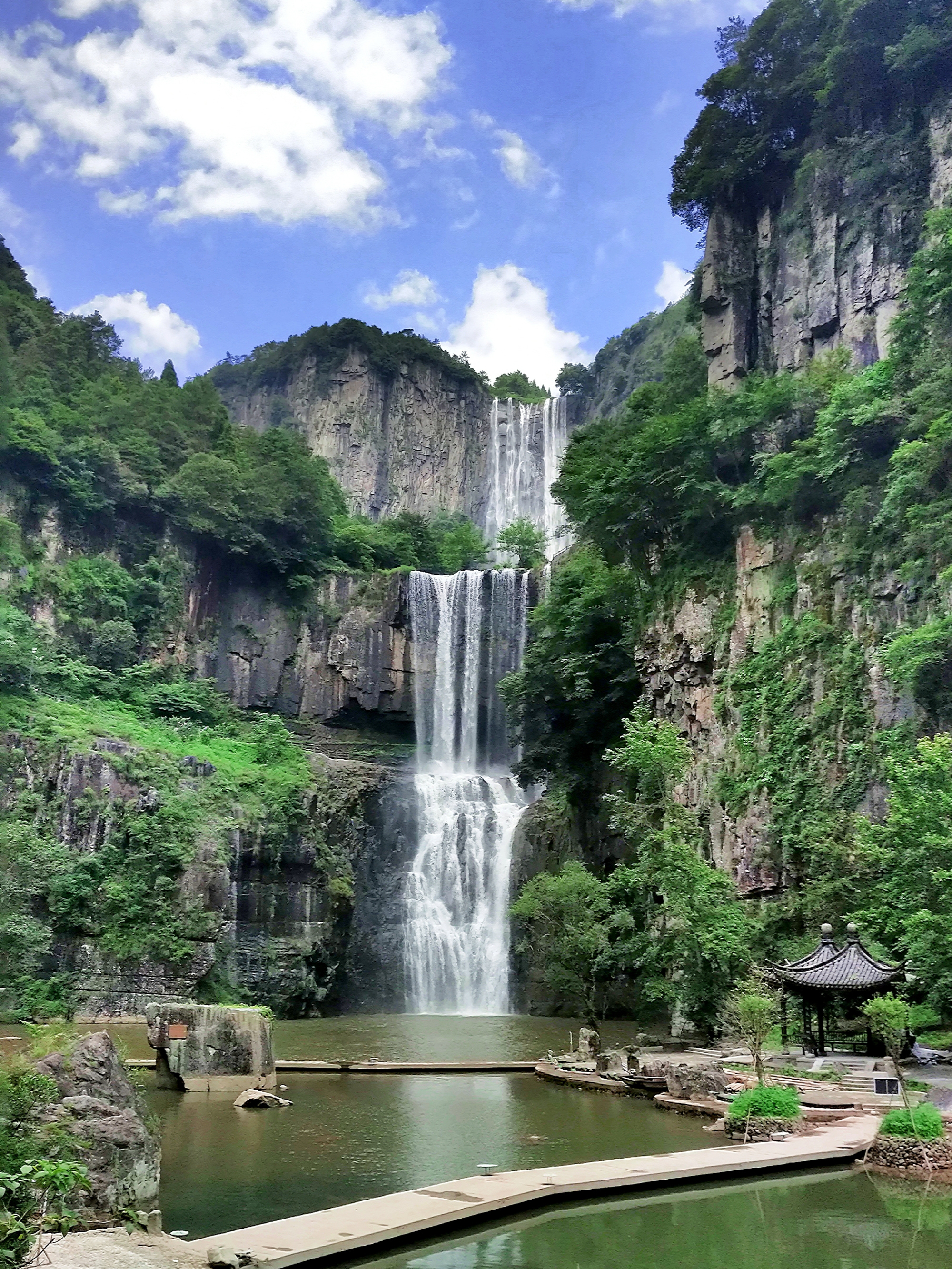
百丈漈瀑布

百丈漈，位于浙江省温州市文成县的大瀑布。2004年，百丈漈及附近景区被列为国家重点风景名胜区，是国家4A级景区。
百丈漈地处洞宫山脉，周围海拔800米的高山环绕。瀑布位于“V”形深谷内，涧长1200米，总落差365米，呈阶梯形，共分三级，俗称头漈、二漈、三漈，并有“一漈百丈高，二漈百丈深，三漈百丈宽”之说。因三级瀑布高度总计折合鲁班尺100丈盈2米，故得“百丈”之名。
- 一漈，单级落差达207米，宽30多米，为中国最高的瀑布，因而号称“天下第一高瀑”。
- 二漈，高85米，分上下二折，中有一条高2.7米、深8米、长50余米的岩廊。瀑下为百丈碧潭，称为“龙井”。
- 三漈，高12米，漈口宽达80余米，下有浅潭，面积达2亩左右。

瀑布上游数百米处建有百丈漈水库，水面海拔约620米，现称天顶湖。
27°50′48″N 120°00′39″E / 27.84667°N 120.01083°E

## 图集

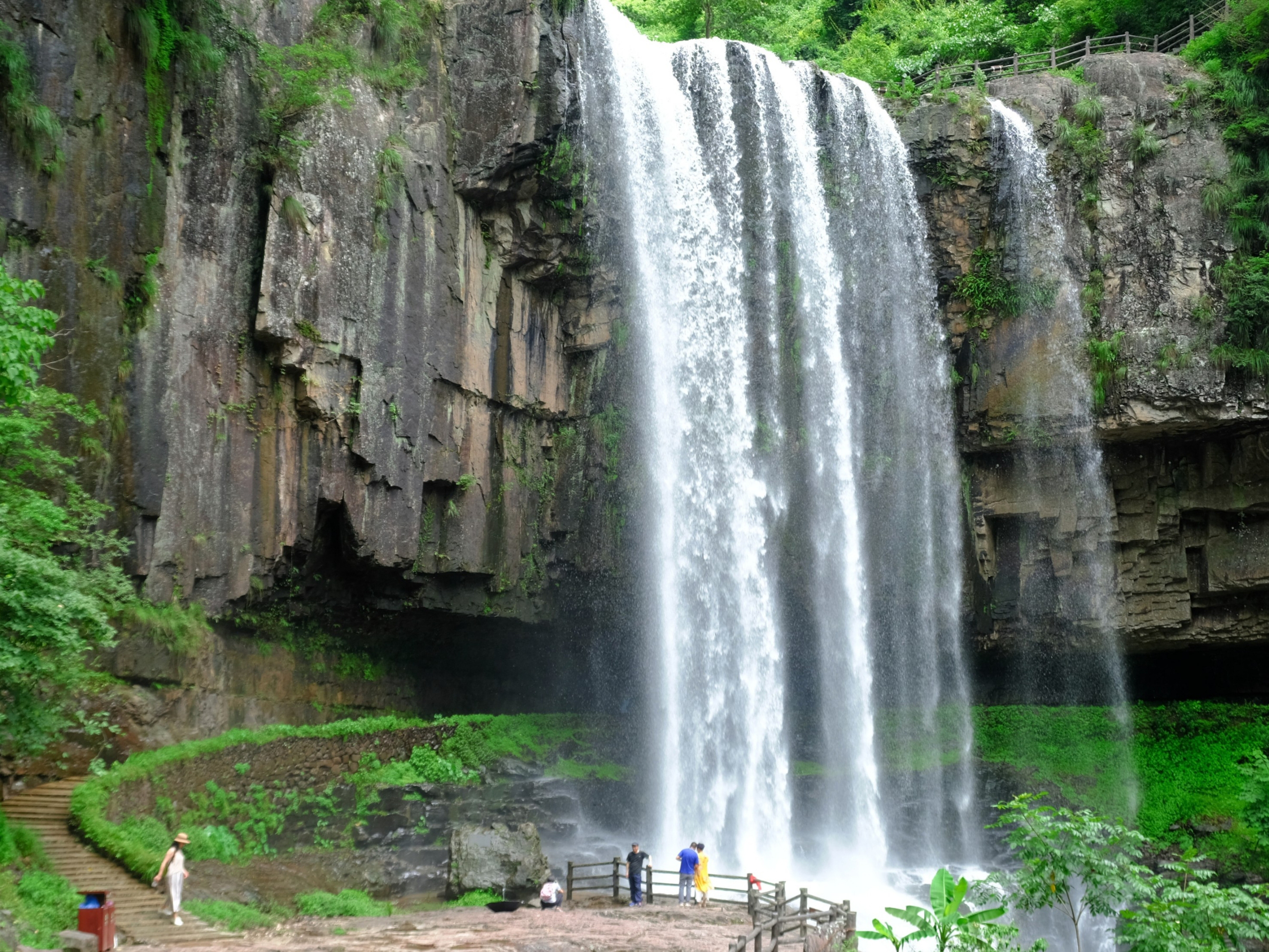
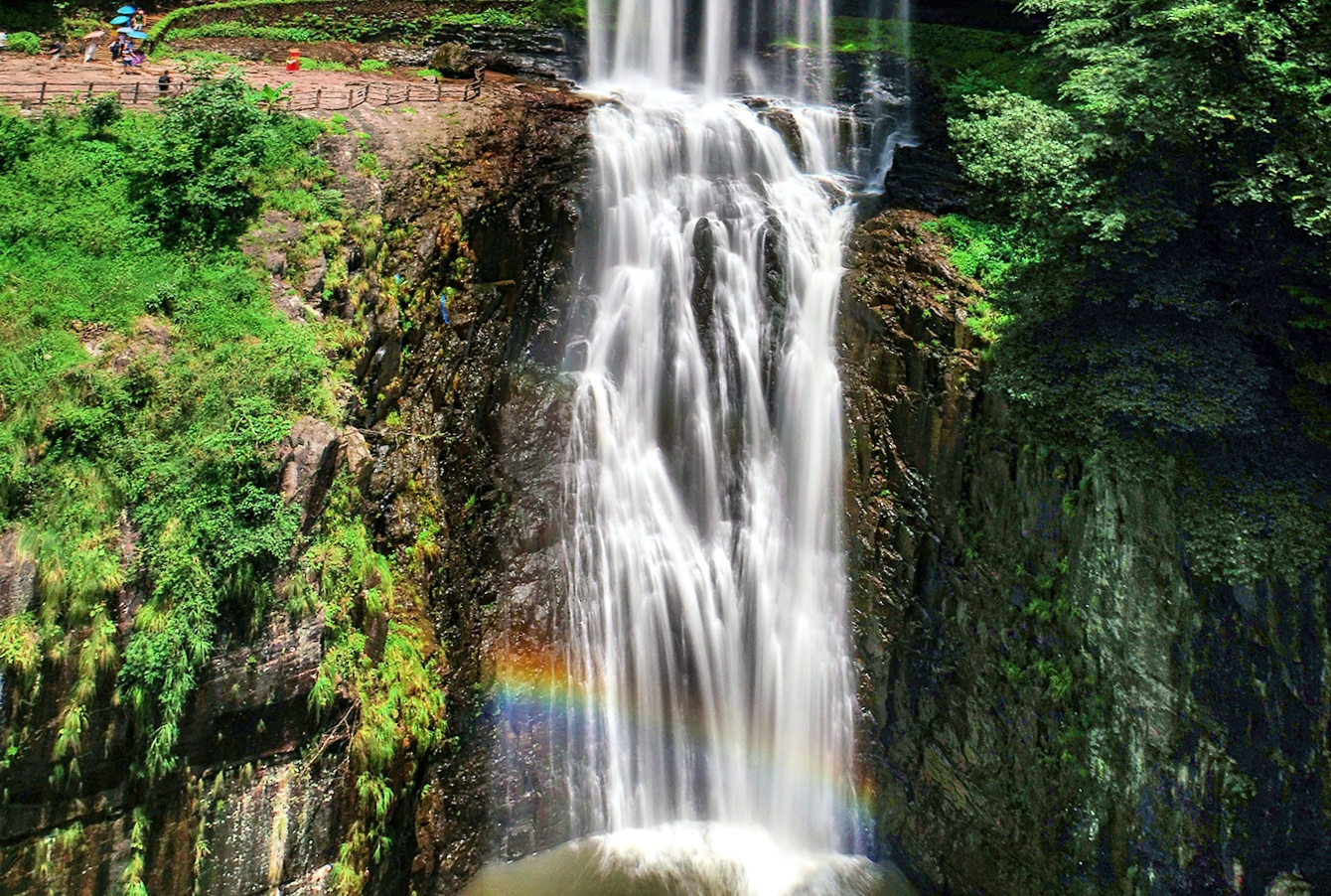
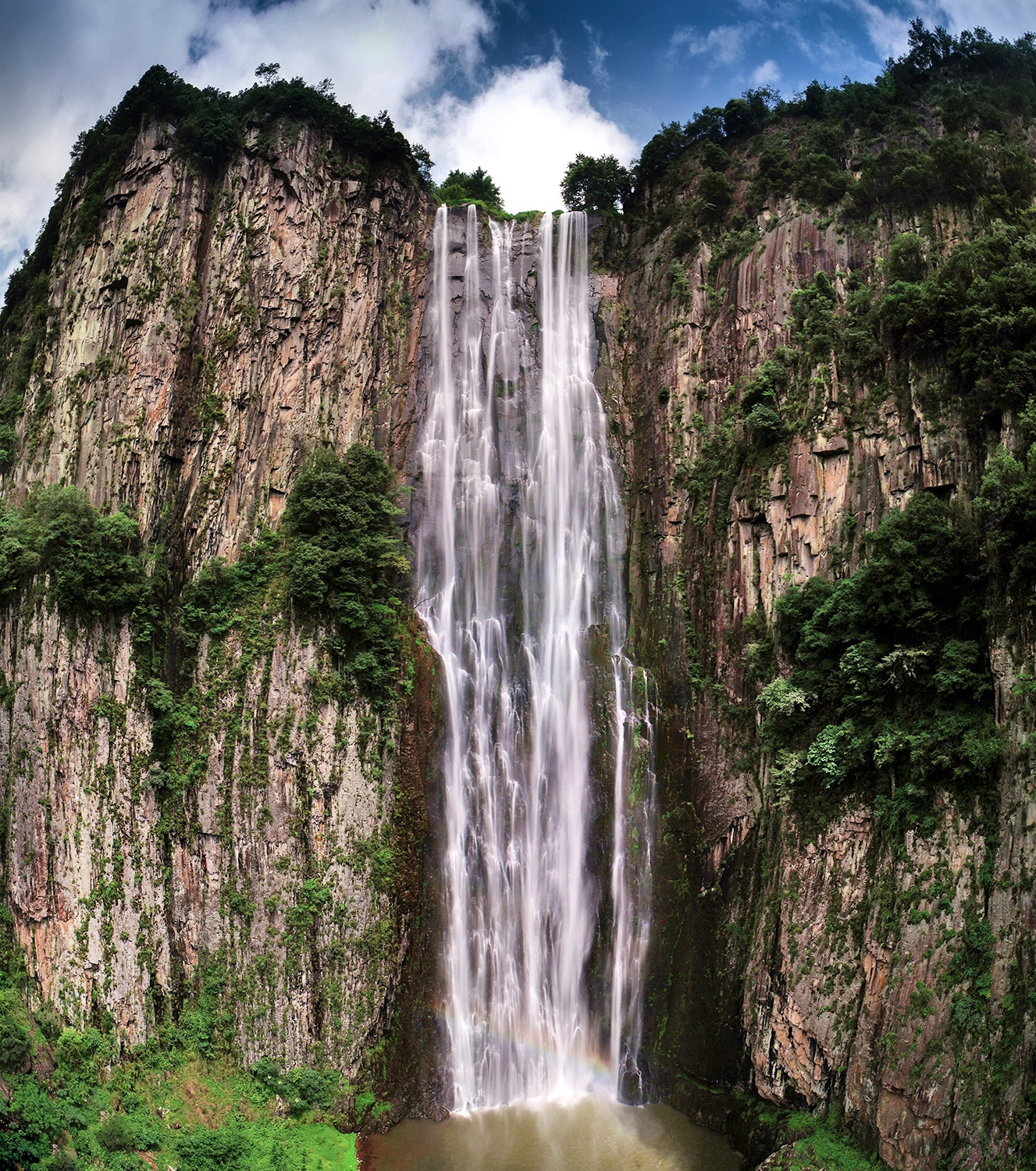
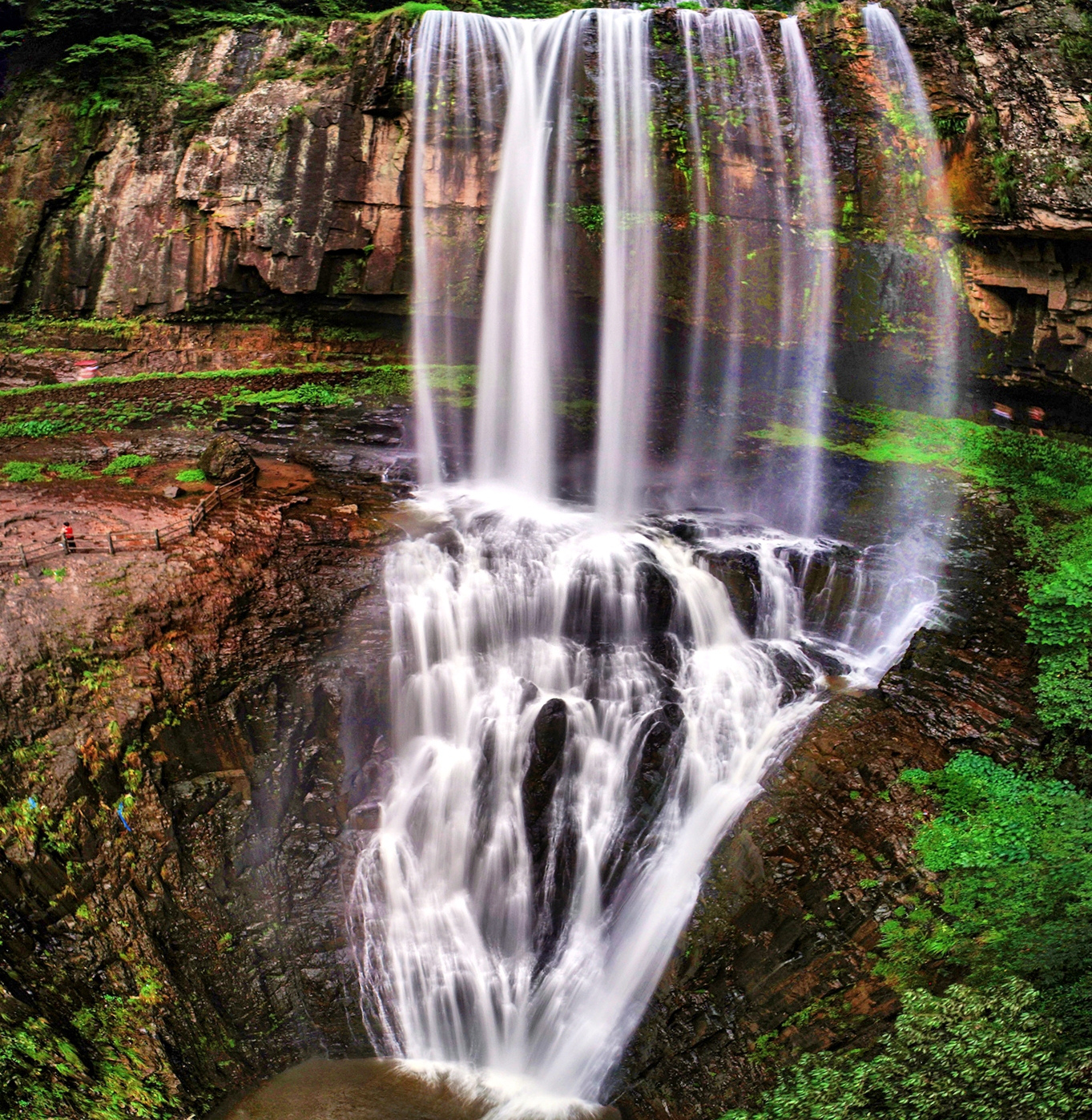
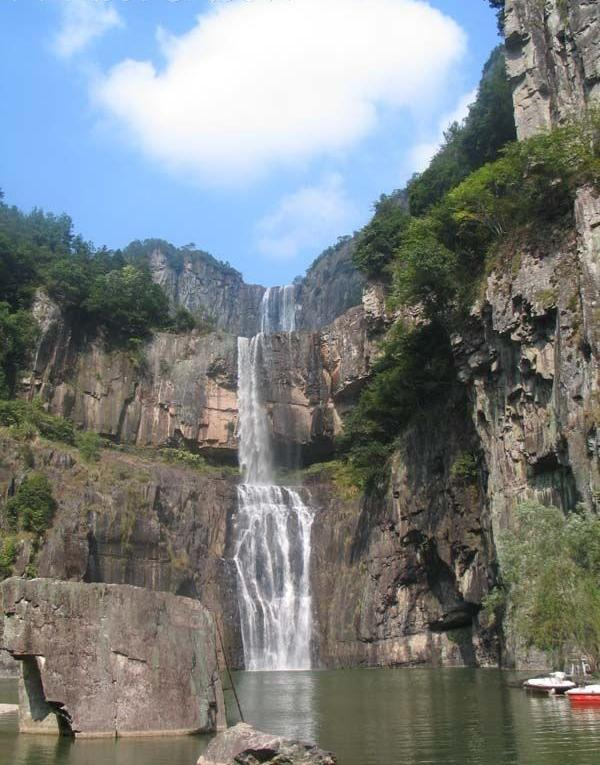